# Bandog
Bandog, ou Bandogge, é um termo que designa cruzamento entre cães de trabalho sem raça definida (mestiços), geralmente molossóides, gerados especificamente para a função de cão de guarda. Podem também atuar secundariamente na caça de animais de grande porte, como de javalis e ursos.
Historicamente o termo inglês "bandogge" (e suas variações) foi utilizado durante séculos na Inglaterra para se referir a qualquer cão de guarda que ficava amarrado durante o dia.
O conceito desperta interesse no nicho dos criadores e apreciadores de cães de trabalho, em que saúde e desempenho são mais valorizados que beleza ou raça pura.
Modernamente, para obter um cão classificado como Bandog ou iniciar uma estirpe de Bandogs, geralmente são acasalados cães de presa e mastins de guarda de duas ou mais raças diferentes e temperamento individual aprovado através de testes de temperamento por profissionais capacitados, com o objetivo de agregar qualidades para resultar em um tipo de cão saudável, rústico, vigoroso, com forte aptidão para guarda, e, principalmente, bastante funcionalidade possuindo uma versatilidade física. A partir do momento em que o criador alcança o resultado inicial desejado, comumente passa à acasalar bandog com bandog ao longo de várias gerações, podendo ou não acrescentar novas raças ao decorrer da seleção genética, evitando sempre altos graus de consanguinidade.
Seleções de Bandogs têm como vantagem a liberdade na criação e desenvolvimento, já que o criador da estirpe ou linhagem não precisa seguir padrões morfológicos que geralmente são impostos rigidamente à criações de cães de raça pura, além de ter a liberdade para realizar intercruzamentos entre raças diferentes ao seu gosto. Os pedigrees são emitidos por alguns criadores mais estabelecidos para suas próprias produções, enquanto outros criadores mantêm registrado as árvores genealógicas de modo informal e privado.
A pelagem de um Bandog geralmente é curta e apresenta-se em diversas cores, dependendo das raças utilizadas nos cruzamentos. Algumas cores comuns são: tigrado, preto, azul (cinza), marrom, castanho, e amarelo.

## Etimologia
O termo Bandogge originalmente denotava um cachorro grande mantido em uma corrente. A palavra Band está relacionada com corrente ou corda, algo que servia para conter, prender ou amarrar. E a palavra "dogge" pode derivar do próprio inglês antigo "docga" que significa "cão poderoso, musculoso"; ou do Proto-germânico "dukkǭ" que significa "poder; força". Bandogge: "cão (grande) de corrente".

## História

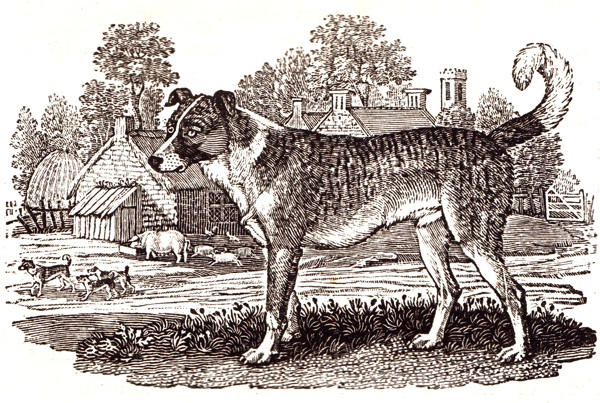
Bandog, gravura de 1790. Lembra vagamente um Cão de gado transmontano

### Bandog antigo
A nomeação "bandogge" surgiu na Inglaterra por volta do ano 1250, apesar de ser possivelmente citada em uma inscrição antes de 1006 (e até antes), e era equivalente ao termo "cão de guarda", designando a função que um cão desempenhava. Portanto, não se referia a uma raça específica, contudo, considerando a região onde o termo surgiu, o uso da palavra pode ter sido mais direcionada aos cães que posteriormente deram origem ao Mastim inglês e ao Bulldog antigo. 
A nomenclatura "bandogge" foi utilizada durante séculos para se referir a qualquer cão de guarda de grande porte que ficava preso em correntes durante o dia. Naturalmente, através dos anos e de acasalamentos entre cães de qualidade dentro da mesma utilidade e região, tornou-se algo como uma raça crioula ou land-race descrita por alguns autores da época.
Em 1570, Johannes Caius publicou um livro escrito em latim, que foi traduzido para o Inglês por Abraham Fleming em 1576 sob o nome de "Englishe Dogges", onde ele descreveu o Bandog como um "grande e teimoso cão, ardente, de corpo pesado". Caius também afirmou que, entre outras características: 

"Mastim ou Bandogge é utilizável contra a raposa e o texugo, para conduzir os suínos selvagens para fora de prados e pastagens, e para morder e pegar o touro pelas orelhas, quando a ocasião assim exigir".— Johannes Caius, Englishe Dogges, 1576
 Além disso, William Harrison, em sua Descrição da Inglaterra de 1586, descreve o tipo da seguinte forma: 
"Mastim, Tie dog, ou "Band dog", assim chamado porque muitos deles são amarrados em correntes e cordas fortes durante o dia por serem perigosos, é um cão enorme, teimoso, mais feio, ardente, terrível e temível de se ver e muitas vezes mais feroz e cruel do que qualquer cur arcadiano ou corso."— William Harrison. Description of England, Chapter: Of Our English Dogs And Their Qualities - 1586

### Bandog morderno
Quem resgatou este conceito perdido no tempo com o desaparecimento destes cães foi o veterinário americano John Swinford por volta de 1960, quando tentou criar o "melhor cão de guarda do mundo" (o cão Swinford bandog) a partir de cruzamentos entre Mastim inglês e Pit Bull de combate. No entanto, seu projeto foi interrompido com o seu prematuro falecimento em 1971. Porém, o conceito "bandog" resistiu e persiste nesta versão moderna até hoje. Um bom exemplo é a seleção de Joe Lucero (Joseph Lucero III), que denomina seus cães de American Bandogge Mastiff.
Geralmente são acasalados cães de tipo mastim e de tipo "cão de presa" que geralmente possui porte um pouco menor que o anterior, agregando assim, o tamanho e força do maior com a agilidade e tenacidade do menor, e um pouco do temperamento dos dois, ou a acentuação de um. O objetivo é produzir um cão de guarda rústico, funcional e saudável, com drive de caça, levando em conta os benefícios do vigor híbrido e a liberdade na criação, já que não são sujeitos a seguir padrões morfológicos.

## Principais raças utilizadas
No desenvolvimento do Bandog moderno não há limitações sobre quais ou quantas raças utilizar, porém existem algumas raças que são mais comumente utilizadas nos programas de criação mais conhecidos, estas são:
- Pit Bull, sempre de linhagem tradicional/de trabalho.
- American staffordshire terrier
- Mastim inglês
- Mastim napolitano
- Dogo argentino de trabalho
- Dogue de Bordeaux
- Buldogue americano
- Fila brasileiro
- Cane da presa
- Cane corso
- Rottweiler
- Presa canário
- Pastor-belga-malinois

A escolha das raças com aptidão para guarda e presa é seguida pela escolha de indivíduos com temperamento devidamente testado e aprovado por profissionais.